# Акиль ибн Абу Талиб
Акиль ибн Абу Талиб (букв. «Акиль, сын Абу Талиба»; полное имя Абу Язид Акиль ибн Абу Талиб ибн Абд аль-Мутталиб ибн Хашим, араб. أبو يزيد عقيل بن أبي طالب بن عبد المطّلب بن هاشم‎ ), ок.  580 – 670 или 683) — двоюродный брат исламского пророка Мухаммеда (ок. 570 – 632) и старший брат Али (ок. 600 – 661) и Джафара ибн Абу Талиба (ок. 590 – 629).
Сражаясь на стороне правителей курайшитов Мекки против Мухаммеда и ранних мусульман, он принял ислам за несколько лет до смерти Мухаммеда в 632 году. При втором халифе Умаре (годы правления  634–644) он был назначен на должность эксперта по генеалогии курайшитов. Во время соперничества между его братом Али (который правил как четвертый халиф с 656 года до своей смерти в 661 году) и Муавией (первым Омейядским халифом, год правления  661–680) Акиль сначала выбрал сторону своего брата, но позже, возможно, покинул его в пользу Муавии, поскольку последний предложил ему лучшие финансовые стимулы.
Он был отмечен более поздними авторами за свое красноречие, а также за передачу ряда хадисов. Из-за его близкого родства как с Мухаммедом, так и с Али, его потомки иногда причислялись к Ахль аль-Байт (расширенная семья Мухаммеда, почитаемая мусульманами-шиитами) последующими поколениями. В частности, подавляющее большинство сомалийских кланов утверждают, что они произошли от Акиля ибн Абу Талиба, хотя это исторически несостоятельно.

## Биография
Есть информация, что Акиль ибн Абу Талиб родился на 10 лет позже своего старшего брата Талиба ибн Абу Талиба (первого сына дяди Мухаммеда по отцовской линии и опекуна Абу Талиба и Фатимы бинт Асад), и на 10 и 20 лет раньше своих младших братьев Джафара ибн Абу Талиба и Али ибн Абу Талиба соответственно. После смерти отца Абу Талиба в 619 году Акиль и его старший брат Талиб унаследовали огромное богатство Абу Талиба.
Первоначально сражаясь против Мухаммеда в битве при Бадре (624), в которой он был взят в плен и позже выкуплен своим дядей Аббасом ибн Абд аль-Мутталибом, он принял ислам около 629 или 630 года. Он, возможно, участвовал на стороне мусульман в битвах при Муте (629) и Хунайне (630).
После победы мусульман и смерти Мухаммеда в 632 году Акиль некоторое время жил в военных лагерях Куфы и Басры, поддерживая своего брата Али (который правил из Медины как четвертый халиф, 656 – 661). Однако, позже он, возможно, оставил Али, так как он переехал в Сирию, чтобы присоединиться ко двору первого омейядского халифа Муавии I (р. 661–680). Согласно более поздней традиции, изменение сердца Акиля было мотивировано тем фактом, что Муавия был более готов, чем Али, платить свои долги. Хотя он, возможно, отказался от претензий Хашимитов на халифат и вместо этого политически поддерживал конкурирующие претензии Омейядов, он всегда защищал своего брата Али от любой критики, выдвинутой против него при дворе Муавии.
Акиль был экспертом по генеалогии племени курайшитов (ведущее племя Мекки, к которому принадлежали как семьи Хашимитов, так и Омейядов). Второй халиф Умар (р.  634–644) назначил его записывать имена членов курайшитов в клановый регистр (диван) и разрешать споры, касающиеся генеалогии.
Он был женат на Фатиме бинт Утба, от которой у него было несколько детей (самый известный из них — Муслим ибн Акиль). Вопреки отцу, ряд его сыновей решили сражаться за дело хашимитов и были убиты вместе со своим двоюродным братом Хусейном ибн Али в битве при Кербеле в 680 году. Сам Акиль умер в Медине, ослепнув, либо в 670 году, либо (согласно другому сообщению) в 683 году.

## Наследие
Множество пророческих преданий (хадисов) были переданы от имени Акиля, и он также фигурировал в хадисах, переданных другими. Согласно одному из них, Мухаммед выразил свою двойную любовь к Акилю: одну любовь к нему из-за его родства с ним, а другую любовь потому, что Акиль был любимым сыном Абу Талиба (сам Мухаммед имел близкие отношения с Абу Талибом, который усыновил его после того, как его собственный отец Абдуллах ибн Абд аль-Мутталиб умер за несколько месяцев до его рождения).
Акиля часто цитировали более поздние авторы за его красноречие и остроумные возражения, адресованные как его жене Фатиме бинт Утба, так и Муавии. Он, по-видимому, был богатым человеком, владевшим несколькими объектами недвижимости как в Мекке, так и в Медине. В одном из его объектов недвижимости в Медине, Дар Акил (буквально « Дом Акиля»), по-видимому, было кладбище, где, как говорят, были похоронены многие известные ранние мусульмане (особенно члены семьи Хашимитов, такие как дочь Мухаммеда и жена Али Фатима).
Потомки Акиля через его сына Мухаммада, известного под именем аль-Акили, иногда рассматривались последующими поколениями как члены Ахль аль-Бейт (расширенной семьи Мухаммада, которого шииты считали имеющим право носить титул халифа ), подобно потомкам его братьев Али (Алиды) и Джафара (Джафариды), а также потомкам дяди трех братьев Аббаса ибн Абд аль-Мутталиба (Аббасиды).

### Заявления сомалийских кланов о своем происхождении
В частности, подавляющее большинство сомалийских кланов прослеживают свою родословную от Акиля ибн Абу Талиба. Северный клан Дарод прослеживает свою родословную от Акиля напрямую через своего предполагаемого предка Дарода. Северные скотоводческие кланы, такие как Хавийе и Дир, прослеживают свою родословную от Акиля через своего общего предполагаемого предка Самаале (чье имя также лежит в основе названия «сомали»). Клан Исаак иногда считается произошедшим от Акиля через матрилинейную связь с Диром, но сами они утверждают, что по отцовской линии произошли от брата Акиля Али ибн Абу Талиба. Наконец, южные кланы, которые занимаются сельским хозяйством, такие как Раханвейн, прослеживают свою родословную от Акиля через своего общего предполагаемого предка Саба. Одна из возможных генеалогических таблиц может выглядеть следующим образом:
- Акиль ибн Абу Талиб
  - Дауд
    - Дарод

  - Самаале
    - Ирир
      - Хавийе
      - Аджи
        - Дир
          - (по материнской линии) клан Исаака

  - Саб
    - Дигил
      - Раханвейн

Хотя эти генеалогические утверждения исторически несостоятельны, они отражают давние культурные контакты между Сомали (особенно, хотя и не исключительно, ее самой северной частью Сомалилендом) и Южной Аравией.